# Scapteriscus didactyloides
Scapteriscus didactyloides är en insektsart som beskrevs av Nickle 2003. Scapteriscus didactyloides ingår i släktet Scapteriscus och familjen mullvadssyrsor. Inga underarter finns listade i Catalogue of Life.